# United Tribes of New Zealand

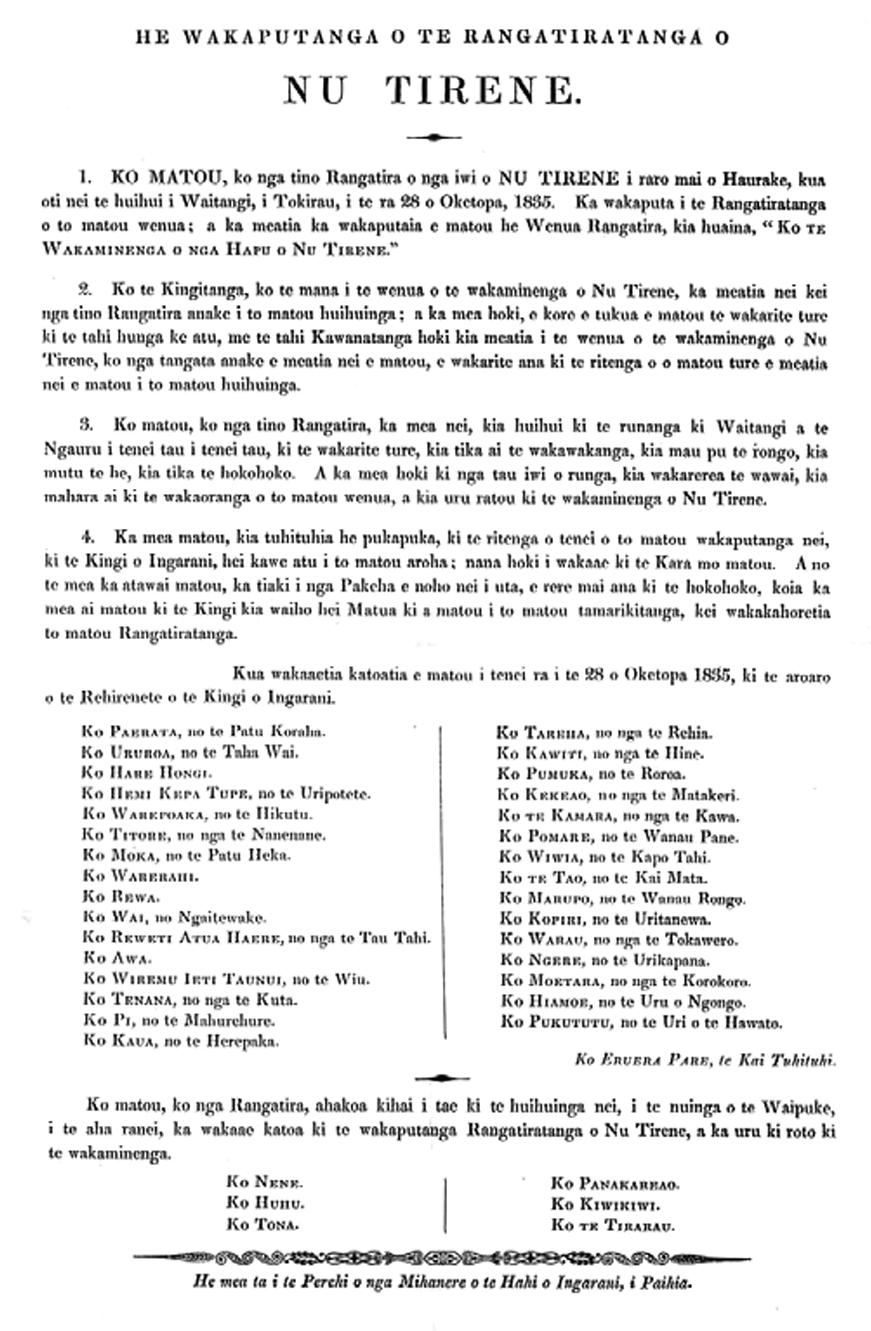
Die Unabhängigkeitserklärung, Druck der Anglican Mission Press, Paihia (1836)

Die United Tribes of New Zealand oder Confederation of United Tribes (Vereinigte Stämme Neuseelands oder Föderation der Vereinigten Stämme) war eine 1834 gegründete, vorübergehende Vereinigung von Māori-Stämmen im Norden der Nordinsel von Neuseeland. Ihre Mitglieder unterzeichneten am 28. Oktober 1835 die Unabhängigkeitserklärung Neuseelands.

## Geschichte
Initiator der Gründung der United Tribes of New Zealand war James Busby, vom Colonial Office (britisches Kolonialamt) mit dem Status eines British Resident nach Neuseeland entsandt. Ihm gelang es, die nördlichen Māori-Stämme zu einen.
Vorausgegangen waren die 1818 beginnenden Musketenkriege unter den Māori-Stämmen, die Landung des französischen Kriegsschiffs La Favorite 1831 in der Bay of Islands um Frankreichs Anspruch auf Neuseeland zu demonstrieren, die Bestrebungen von Charles Philippe Hippolyte de Thierry am Hokianga Harbour die Kolonie Neuseeland auszurufen und das mangelnde Interesse der britischen Krone an einem Engagement in Neuseeland. Hinzu kam, dass die britischen Händler, Walfänger und Siedler unzufrieden mit den Verhältnissen jener Tage waren und einige Siedler wegen der kriegerischen Auseinandersetzungen der Māori Neuseeland wieder verließen.
Busby wurde 1833 nach Neuseeland entsandt, um eine Befriedung der Māori zu erreichen und die britischen Siedler zu unterstützen. Die Māori respektierten ihn, nicht aber die Siedler, die in ihm einen „Mann des Krieges ohne Waffen“ sahen.

Flagge der United Tribes of New Zealand

Doch Busby nutzte die Gerüchte um eine mögliche Annexion durch Frankreich, um die Māori-Führer davon zu überzeugen, dass nur die Einigkeit der Stämme und eine Erklärung der Unabhängigkeit Neuseelands ihnen helfen werde. So konnte Busby am 20. März 1834 fünfundzwanzig Häuptlinge der nördlichen Stämme in Waitangi versammeln, um unter dem Namen „United Tribes of New Zealand“ eine Flagge zu wählen, die für Neuseeland stehen sollte. Siedler, Missionare und die Kommandanten von zehn britischen und drei US-amerikanischen Schiffen waren neben den Māori-Häuptlingen anwesend. Als Flagge wurde per Mehrheitsbeschluss die der Church Mission Society (Kirchliche Missionsgesellschaft) bestimmt und unter 21 Schuss Salut gehisst.
Im Oktober 1835 folgte die von Busby geführte Versammlung der 53 Oberhäupter der verschiedenen, teils auch aus dem Süden kommenden Stämme, um die Unabhängigkeitserklärung zu unterzeichnen. Sie vereinbarten, sich jährlich zu versammeln, um Gesetze und Regeln zu beschließen und für Frieden zu sorgen. Die Stämme baten die britische Krone um Schutz.
Für die Māori war die Flagge, mehr noch als die Unabhängigkeitserklärung, irrigerweise das Symbol dafür, dass Großbritannien Neuseeland als eine unabhängige Nation akzeptierte und anerkannt, wie auch der später geschlossene Vertrag von Waitangi. Dass die Stämme aber schrittweise enteignet wurden, hatte keiner der Māori vorausgesehen.
Noch heute gilt die Flagge der United Tribes of New Zealand als Symbol einer Unabhängigkeit der Stämme, wie sie von einzelnen politischen Gruppen der Māori gefordert wird.